# Академіка Шалімова (станція швидкісного трамвая)
50°26′17″ пн. ш. 30°25′11″ сх. д. / 50.43806° пн. ш. 30.41972° сх. д.
«Акаде́міка Шалі́мова» (до 2024 — Героїв Севастополя) — станція Правобережної лінії Київського швидкісного трамвая, розташована між станціями «Вацлава Гавела» та «Національний авіаційний університет». Відкрита в 1977 році. Названа за однойменною вулицею.
У Києві також є трамвайна зупинка «Вулиця Академіка Шалімова» (на лінії маршрутів №№ 14 і 15) і тролейбусна зупинка (на лінії маршруту № 27).

## Історія
У 2005 році було здійснено косметичний ремонт станції.
12 жовтня 2008 року ділянка «Політехнічна» — «Івана Лепсе» була закрита на реконструкцію. Відкрита після реконструкції 27 жовтня 2010 року.
З 7 грудня 2010 року по 17 січня 2011 року станція знову була закрита на реконструкцію.
У зв'язку з розділенням вулиці Героїв Севастополя на дві частини й присвоєння назви «Академіка Шалімова», в кінці травня-початку червня 2024 станція отримала сучасну назву.

## Галерея

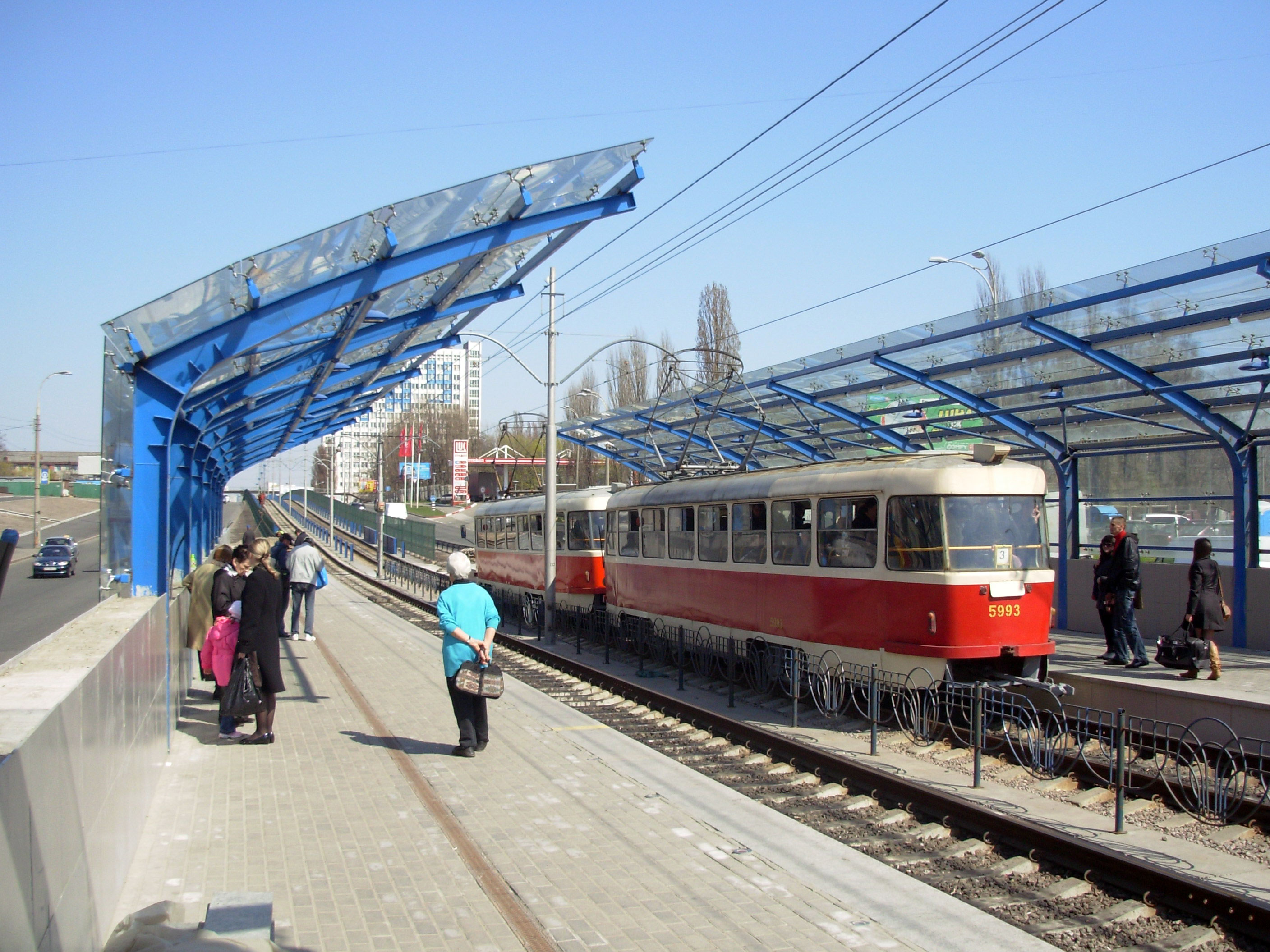
Посадкова платформа
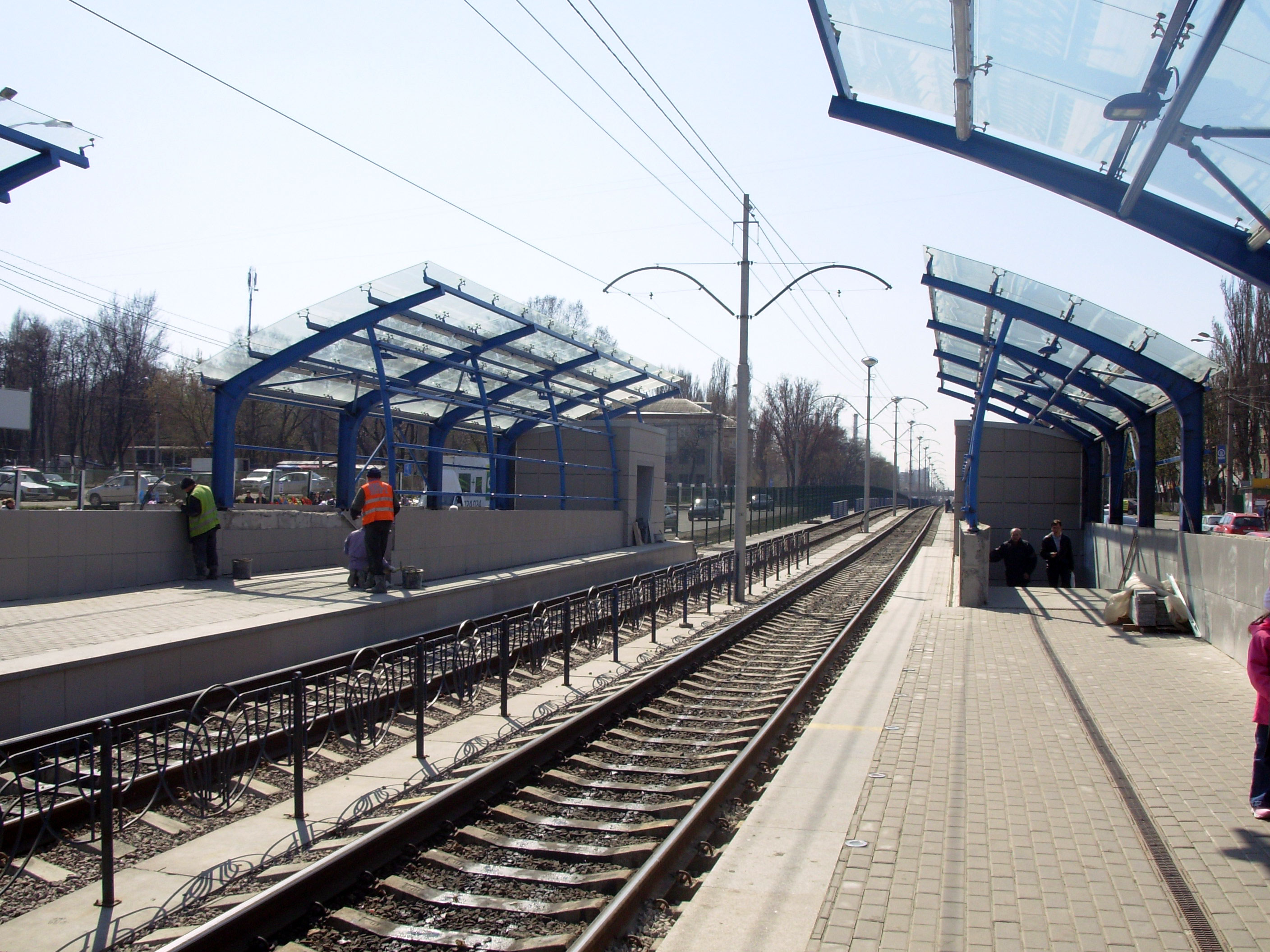
Вихід з платформ у місто
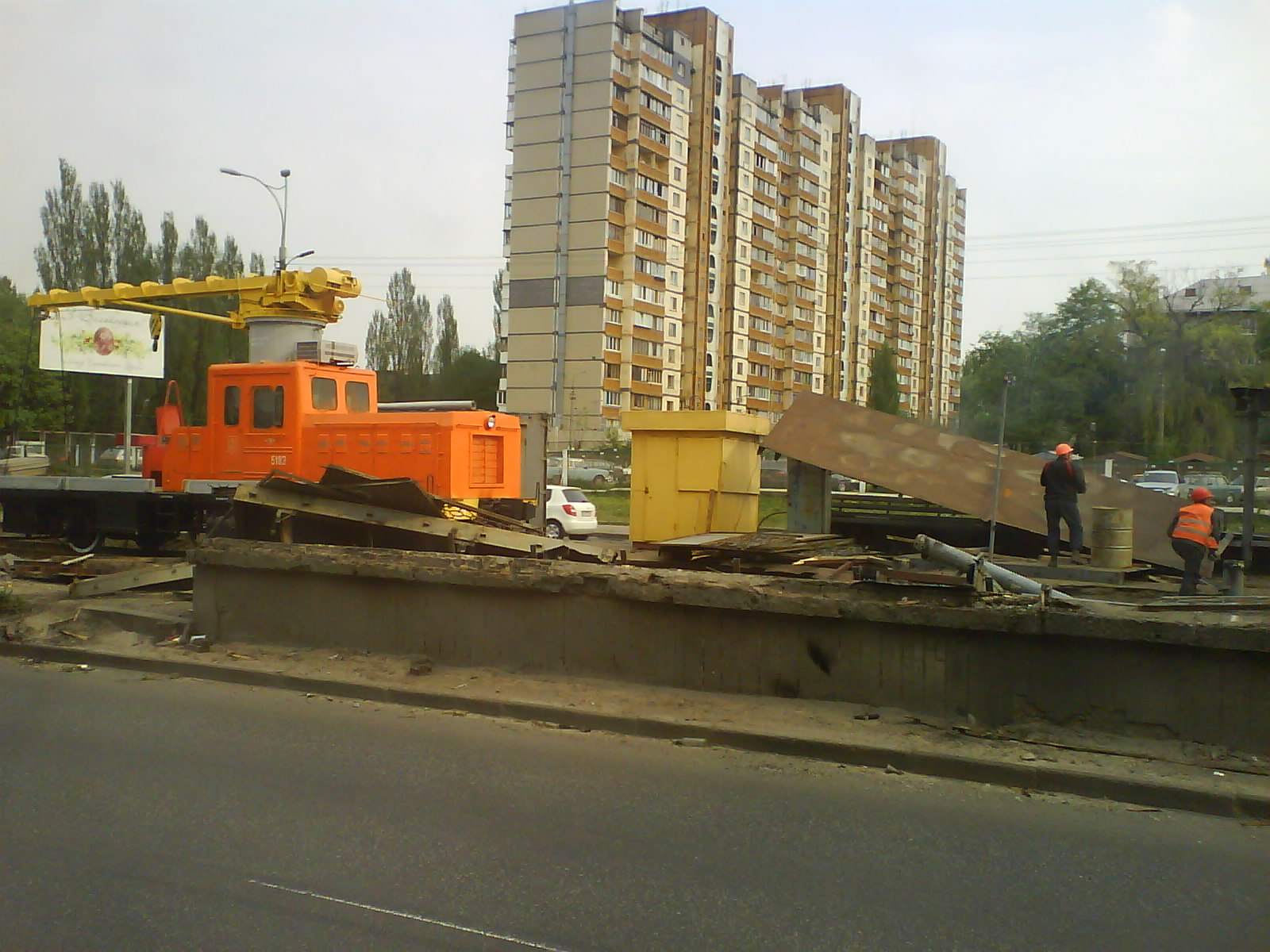
Реконструкція станції, 2009
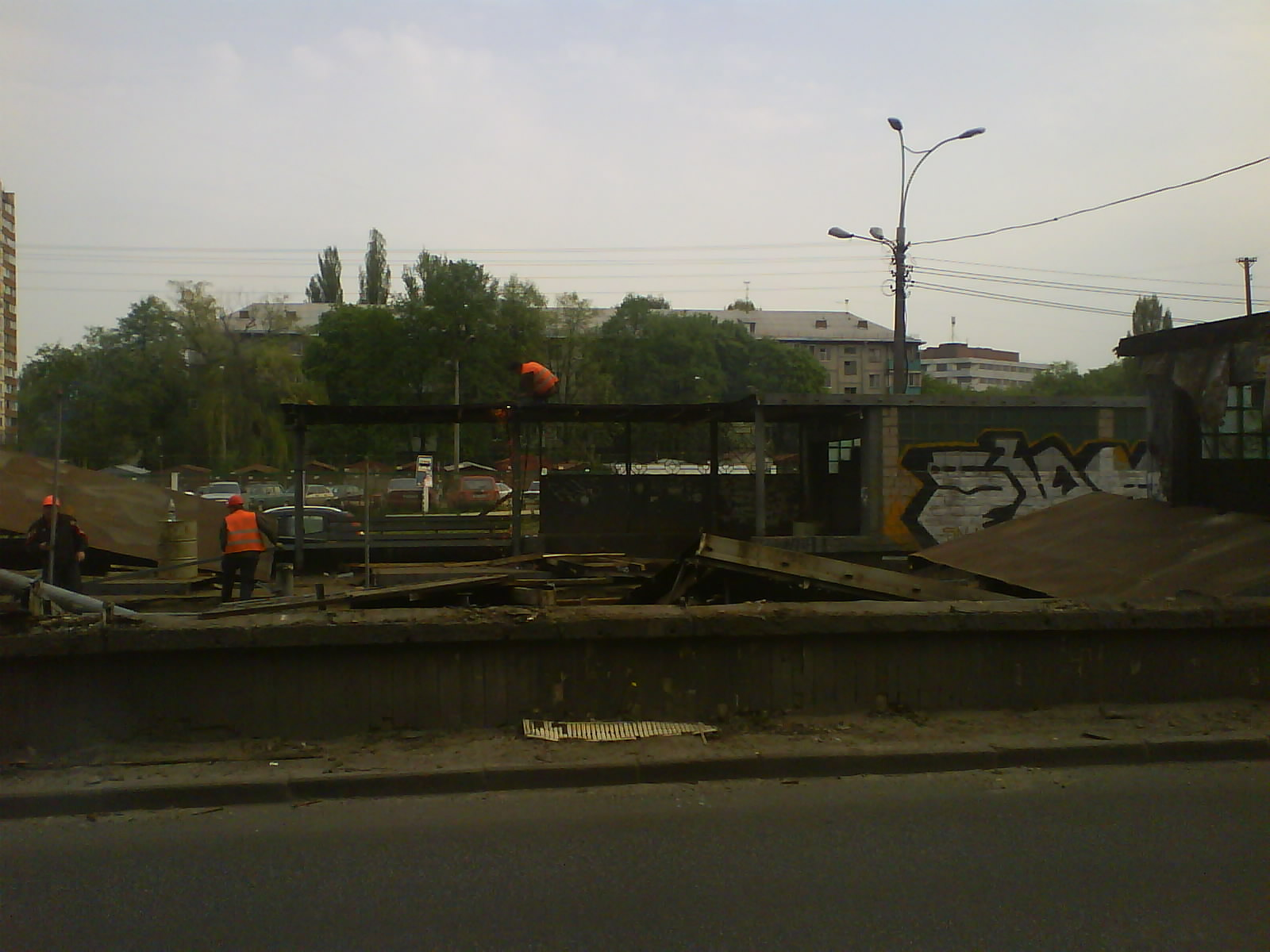
Реконструкція станції, 2009
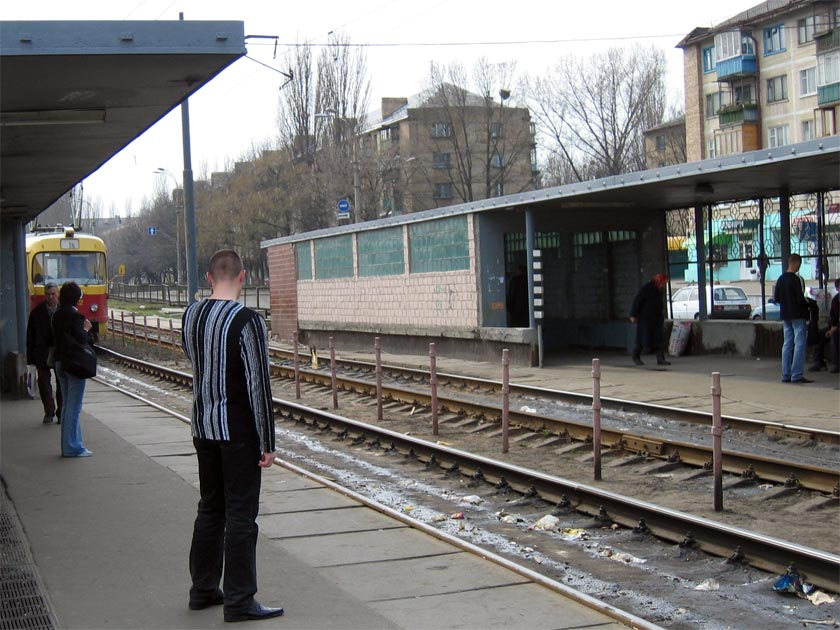
Платформи станції, 2005
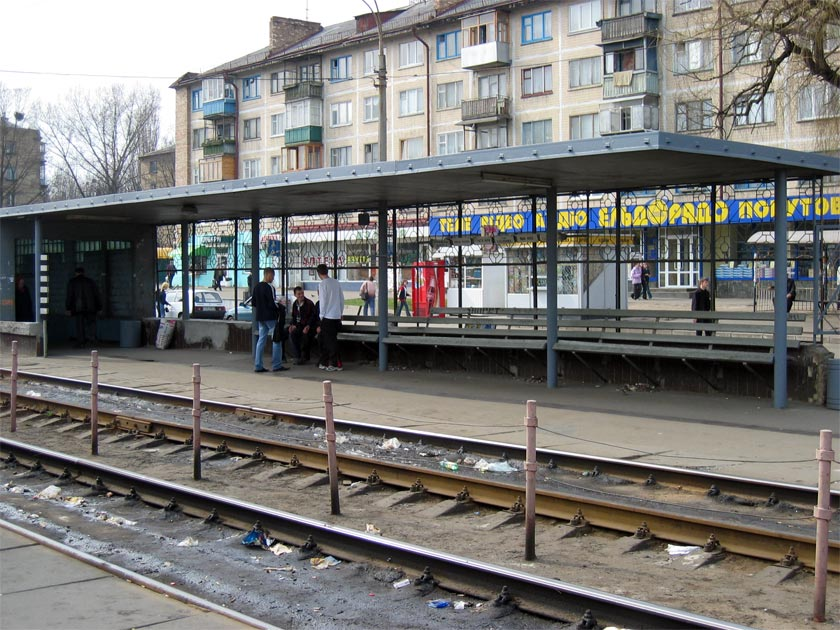
Посадкова платформа, 2005